# Шкодренски санджак
Шкодренският санджак (на турски: İskenderiye Sancağı, İşkodra Sancağı; на албански: Sanxhaku i Shkodrës; на сръбски: Скадарски санџак) е административно-териториална единица в Османската империя. Просъществува при променливи граници, но без сериозни корекции, в периода от 1479 до 1867 г., от когато е преобразуван в Шкодренски вилает.

## Разположение
Включва териториите на съвременна Северна Албания и Стара Черна гора. През 1496 г. към Шкодренския санджак е присъединена и Зета, като по сръбски източници в годините 1514 – 1528, от санджака е обособен самостоятелен Черногорски санджак със санджакбей – Станко Черноевич (по-известен като Бушатлията). 

## История
Шкодренският санджак се създава след последната и успешна османска обсада на Шкодра (1478). След като венецианците предават крепостта на османците, венецианският адмирал Томазо Малипиеро е натоварен от дожа да иска мир и в края на пролетта пристига от Шкодра в Кюстендил, където се намира лагера на османския владетел Мехмед II с дивана в състав от трима везири. В Кюстендил са уговорени условията на мира, а на следващата година в Истанбул е подписан Константинополски мирен договор (1479), по-известен като Цариградски мир, с който се слага края на венецианско-османската война. След сключването на мира, местните първенци и велможи се местят в съседния Обод, където е положено през 1494 г. началото кирилското книгопечатане въобще, а в частност и на българското книгопечатане – с известния Ободски Октоих.
Седалището на санджака е в Шкодра.